# Oktubre Tour
Es la segunda gira que realizó la banda de rock argentino Patricio Rey y sus Redonditos de Ricota. Comenzó el 16 de mayo de 1986 y terminó el 25 de octubre de 1986. Se realizó para presentar su segundo disco titulado Oktubre.

## Gira

### 1986
En mayo de 1986 adelantan parte del nuevo material en Paladium. «Efímero», fue el nombre que eligieron para llamar esas magníficas jornadas de rockanrol. A fines del mismo año, tras un ciclo en el Centro Parakultural volvieron a su palacio predilecto con la compañía de Daniel Melero, que tocaba por entonces en «Los encargados» (uno de los primeros grupos tecno argentinos), Claudio Cornelio de Don Cornelio y la Zona y Andrés Teocharidis con su órgano Hammond, todos ellos como artistas invitados.

El disco es presentado oficialmente los días 18 y 25 de octubre en Palladium. Este segundo show resultó ser el último con Tito Fargo, Piojo Ábalos y Andrés Teocharidis. Este último fallecería en un accidente automovilístico en enero de 1987.

## Conciertos
| Fecha                    | Ciudad       | País      | Recinto             |
| ------------------------ | ------------ | --------- | ------------------- |
| América del Sur          |              |           |                     |
| 16 de mayo de 1986       | Buenos Aires | Argentina | Palladium           |
| 17 de mayo de 1986       | Buenos Aires | Argentina | Palladium           |
| 7 de junio de 1986       | Buenos Aires | Argentina | Centro Parakultural |
| 14 de junio de 1986      | Buenos Aires | Argentina | Centro Parakultural |
| 28 de junio de 1986      | Buenos Aires | Argentina | Centro Parakultural |
| 12 de julio de 1986      | Buenos Aires | Argentina | Gracias Nena Pub    |
| 19 de julio de 1986      | Buenos Aires | Argentina | Centro Parakultural |
| 7 de junio de 1986       | Buenos Aires | Argentina | Centro Parakultural |
| 1 de agosto de 1986      | Buenos Aires | Argentina | Teatro Fundart      |
| 2 de agosto de 1986      | Buenos Aires | Argentina | Teatro Fundart      |
| 15 de agosto de 1986     | Buenos Aires | Argentina | Teatro Santamaría   |
| 16 de agosto de 1986     | Buenos Aires | Argentina | Centro Parakultural |
| 29 de agosto de 1986     | Buenos Aires | Argentina | Centro Parakultural |
| 30 de agosto de 1986     | Buenos Aires | Argentina | Centro Parakultural |
| 6 de septiembre de 1986  | Buenos Aires | Argentina | Gracias Nena Pub    |
| 20 de septiembre de 1986 | Buenos Aires | Argentina | Centro Parakultural |
| 27 de septiembre de 1986 | Buenos Aires | Argentina | Centro Parakultural |
| 18 de octubre de 1986    | Buenos Aires | Argentina | Palladium           |
| 25 de octubre de 1986    | Buenos Aires | Argentina | Palladium           |

## Formación durante la gira
- Indio Solari - Voz
- Skay Beilinson - Guitarra líder
- Tito Fargo - Guitarra rítmica
- Semilla Bucciarelli - Bajo
- Piojo Ábalos - Batería
- Willy Crook - Saxo
- Andrés Teocharidis - Teclados